# サンショウモドキ
サンショウモドキ（山椒もどき、学名: Schinus terebinthifolius）は、ウルシ科・サンショウモドキ属の常緑高木の一種。別名「アカツユ」。

## 分布
南アメリカを原産地とする。アメリカ（ハワイを含む）、ヨーロッパ、オーストラリア、ニュージーランド、日本（小笠原諸島）などに移入分布する 。

## 特徴
高さは2-3m程度で、最大13mにもなることがある。雌雄異株。羽状複葉。集散花序で白い花をつける。赤い果実は鳥などに食べられ、種子が運ばれる。
熱帯・亜熱帯の森林から市街地まで幅広い環境に生育する。
世界中のマングローブや湿地などで繁殖し、自然生態系に甚大な被害を与えている。そのため、国際自然保護連合により世界の侵略的外来種ワースト100に指定されている。伐採、除草剤、火入れ、生物学的防除（天敵導入など）によって駆除が実施されている。